# Mrs. Officer
Mrs. Officer è un brano musicale del rapper di New Orleans Lil Wayne, pubblicato come terzo singolo estratto dall'album Tha Carter III, a cui partecipano anche Bobby Valentino e Kidd Kidd. Il brano ha debuttato ufficialmente il 9 settembre 2008. MTV l'ha classificata come venticinquesima miglior canzone hip hop del 2008.

## Tracce
CD Single UNIR 22107 2
1. Mrs. Officer (Clean) - 4:47
2. Mrs. Officer (Explicit) - 4:46
3. Mrs. Officer (Instrumental) - 4:47
4. Mrs. Officer (Acapella) - 4:46

Vinile 12" 1787514
Lato A
1. Mrs. Officer (Explicit) - 4:46
2. Mrs. Officer (Clean) - 4:46
3. Mrs. Officer (Instrumental) - 4:47

Lato B
1. Mr. Carter (Explicit) - 5:16
2. Mr. Carter (Clean) - 5:16
3. Mr. Carter (Instrumental) - 5:36

## Classifiche
| Classifica (2008)                    | Posizione Più alta |
| ------------------------------------ | ------------------ |
| Nuova Zelanda                        | 12                 |
| U.S. Billboard Hot 100               | 16                 |
| U.S. Billboard Hot R&B/Hip-Hop Songs | 5                  |
| U.S. Billboard Hot Rap Tracks        | 2                  |
| U.S. Billboard Pop 100               | 35                 |